# Блищик, Вадим Адамович
Вади́м Ада́мович Бли́щик (укр. Вадим Адамович Блищик; 30 апреля 1986, Новосёлки — 14 августа 2022, Бахмутский район) — украинский военнослужащий, майор, участник российско-украинской войны. Герой Украины (8 июля 2023, посмертно).

## Биография
Родился 30 апреля 1986 года. У него был брат-близнец.
Отслужил срочную службу в Полтаве в должности водителя в учебной части войск связи, затем перешёл на службу по контракту.
В 2008 году был участником миротворческой миссии в Косово. Служил гранатомётчиком в батальоне «Укрполбат».
В 2009 году отправился на обучение в школу сержантов в Десну. Уже через год участвовал в международных учениях в Румынии.
В 2011 году в Национальной академии сухопутных войск имени гетмана Петра Сагайдачного в течение трёх месяцев изучал английский язык, а затем в течение трёх недель находился в командировке в немецком городе Хохенфельц, изучая опыт иностранных коллег в многонациональном центре боевой подготовки 7-й армии вооруженных сил.
Войну на востоке Украины встретил в ходе очередной ротации на Балканах.
Проходил службу в управлении ОК «Запад», сержантом-менеджером, в группе по работе с сержантским составом. Позже вернулся в 30-ю отдельную механизированную бригаду и продолжил службу. В это время он заочно получил высшее образование — стал бакалавром по физическому воспитанию и магистром по физической терапии.
Погиб на поле боя в воинском звании — младший лейтенант, занимал должность командира механизированного взвода механизированной роты Второго механизированного батальона.

## Награды
- Звание «Герой Украины» с удостоением ордена «Золотая Звезда» (8 июля 2023, посмертно) — за личное мужество и героизм, проявленные в защите государственного суверенитета и территориальной целостности Украины, верность военной присяге[1].
- Орден «За мужество» III степени (26 июля 2014) — за личное мужество и самоотверженные действия, проявленные в защите государственного суверенитета и территориальной целостности Украины, верность военной присяге.
- Знак отличия Президента Украины «За участие в Антитеррористической операции».